# Stazione di San Giovanni a Teduccio
Stazione di San Giovanni a Teduccio vasútállomás Olaszországban, Nápoly településen.

## Vasútvonalak
Az állomást az alábbi vasútvonalak érintik:
- Nápoly–Ottaviano–Sarno-vasútvonal
- Napoli-Pompei-Poggiomarino-vasútvonal

## Kapcsolódó állomások
A vasútállomáshoz az alábbi állomások vannak a legközelebb:
- Stazione di Barra (Stazione di Sarno (Circumvesuviana), Nápoly–Ottaviano–Sarno-vasútvonal)
- Stazione di Via Gianturco (Stazione di Napoli Porta Nolana, Nápoly–Ottaviano–Sarno-vasútvonal, Napoli-Pompei-Poggiomarino-vasútvonal)
- Stazione di Barra (Stazione di Poggiomarino, Napoli-Pompei-Poggiomarino-vasútvonal)